# La Diseuse de bonne aventure (Le Caravage)
Pour les articles homonymes, voir La Diseuse de bonne aventure et La Bonne Aventure.
La Diseuse de bonne aventure, appelée aussi La Bonne aventure, est une peinture à l'huile sur toile réalisée par le peintre italien Le Caravage. L'artiste lombard réalise deux versions de l’œuvre, assez proches en matière de composition, de style et de technique. L'une est conservée à Paris au musée du Louvre et l'autre, dans les collections de la pinacothèque capitoline de Rome. Bien qu'il soit admis que ces deux tableaux ont été peints au début de la carrière de Caravage, peu après son arrivée à Rome, leurs dates précises d'exécution ne font pas l'unanimité parmi les experts, mais oscillent fréquemment entre 1594 et 1595. Les deux versions montrent une gitane chiromancienne qui, sous couvert de lire l’avenir à un jeune élégant, lui dérobe sa bague. L’œuvre moralisatrice condamne la Tromperie, mais aussi la Naïveté.

## Description
Le sujet est profane, c'est une scène de genre, de la vie quotidienne, mettant en scène deux personnages coupés à mi-corps. Une bohémienne chiromancienne, à gauche, lit l’avenir à un jeune élégant, à droite. Ce faisant, elle en profite pour lui dérober discrètement sa bague, à peine visible aujourd'hui.
La gitane porte un turban blanc et un châle bicolore, attaché sur l'épaule droite. Les mains de la voleuse indiquent un mouvement délicat. Le petit doigt de sa main gauche est redressé.
À droite, le jeune homme, la main gauche sur la hanche, donne l'impression d'un fanfaron qui, trop occupé à impressionner la gitane qui l'aguiche, ne réalise pas qu'il se fait voler. Son costume est déjà daté lors de la création de l’œuvre, la mode étant à l'époque pour les pages élégants de s'habiller à l'ancienne. Il porte un chapeau à plume et une épée à la taille. Les vêtements et l'épée, typique en Europe au XVIe siècle, sont représentés avec un sens du détail très aigu.
Le format horizontal, courant à Venise mais encore rare à Rome, montre deux personnages coupés à mi-corps dans un espace peu profond et éclairé par un rayon de lumière venant de la gauche dans la version romaine. Comme bien des peintures du Caravage, les sujets sont représentés à taille humaine.
La seconde version de la toile, un peu plus grande, propose le même sujet. Les deux protagonistes ont une pose plus dynamique. L'observateur est situé un peu plus bas. Le jeu des mains est moins délicat, et la gitane n'a pas l'auriculaire dressé. Plutôt qu'une épée, le jeune homme arbore une rapière à la taille.

## Historique
Au début des années 1590, Caravage travaille dans l’atelier de Cavalier d'Arpin à Rome. Il s’y lie d’amitié avec ses collègues artistes, notamment Prospero Orsi. Ce dernier, grâce à  son carnet d’adresses fourni, trouve au Caravage une chambre dans la maison de Monsignor Fantino Petrignani (it), et lui accorde ainsi une certaine indépendance. De plus, Orsi le met en contact avec son beau-frère Gerolamo Vittrici, vice-camerlingue du pape Clément VIII. Gerolamo Vittrici, qui vit avec sa femme dans le palais de son oncle fortuné Pietro Vittrici, commande trois toiles à Caravage : Madeleine repentante, Le Repos pendant la fuite en Égypte et La Diseuse de bonne aventure, vraisemblablement afin d’aider l’artiste financièrement. Les trois tableaux sont jalousement gardés derrière des rideaux et aucun copiste n’y a accès à l’époque.
Selon Giulio Mancini, dont les Considérations sur la peinture sont une source précieuse d'information biographique sur le Caravage, Vittrici paie 8 scudi pour La Diseuse de bonne aventure, soit l’équivalent du salaire mensuel d’un valet. Le montant, raisonnable, n'inclut pas le remboursement des dépenses pour le matériel et n’est pas non plus ce qu’un peintre plus renommé aurait pu exiger à l’époque. Plus tard, en 1613, Mancini vendra tout de même une copie de l’œuvre pour 300 scudi, une inflation due non seulement à la renommée du peintre, mais aussi à l'intérêt pour le sujet.
La composition, inédite à Rome, a quelques précurseurs sans éclat en Italie du Nord. Dans tous les cas, elle frappe suffisamment les contemporains du peintre pour que les biographes qui ont connu le peintre parlent d'un tableau figurant une gitane disant la bonne aventure à un jeune homme. Dans son livre Le vite de' pittori, scultori ed architetti moderni co' loro ritratti al naturale scritte da Giov. Pietro Bellori, Giovanni Pietro Bellori explique ainsi la méthode naturaliste du peintre lombard :

« [Caravage] s’emploie donc à peindre selon son propre génie, n’accordant aucune importance, et méprisant même, les marbres exceptionnels des Anciens et les peintures si célèbres de Raphaël. Il se propose de n’avoir que la nature pour objet de son pinceau. Lorsqu’on lui présenta les statues les plus célèbres de Phidias et de Glycon pour qu’il s’en inspire, il se contenta de répondre en désignant de la main une multitude d’hommes, et en indiquant que la Nature lui avait déjà fourni assez de modèles.
Et, pour donner de l’autorité à ces paroles, il appela une Gitane qui passait sur la rue et la conduisit à son hôtel pour la peindre en train de prédire la bonne aventure, comme en ont l’habitude ces femmes de race égyptienne. Il fit un jeune homme, posant une main gantée sur une épée, et tendant l’autre, découverte, à la femme, qui la tient et l’examine. Et, par ces deux figures en buste, Michele traduisit si fidèlement le vrai qu’il prouva ce qu’il venait de dire »

— Pietro Bellori.

L'histoire de Bellori ne saurait cependant pas être véridique, car, comme le fait remarquer Ebert-Schifferer, « les Gitans se faisaient remarquer à l'époque par la saleté de leurs loques ».

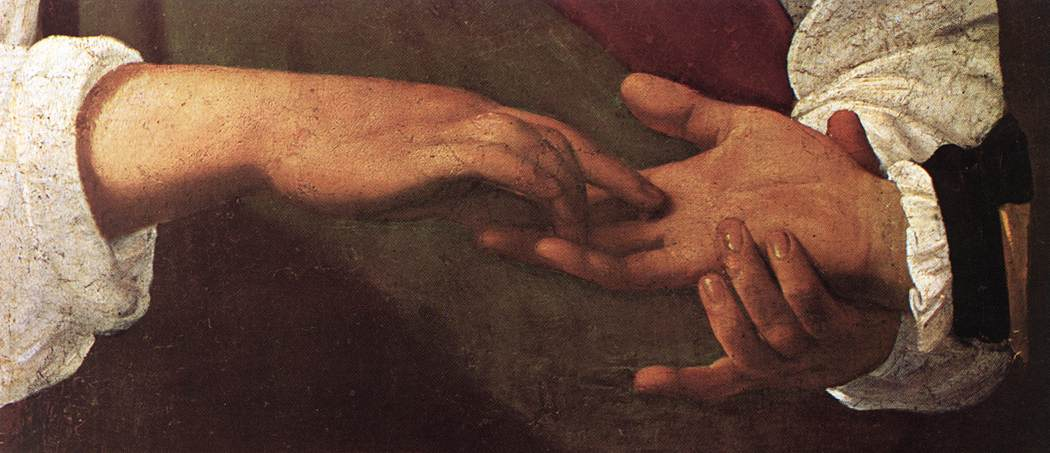
Détail de La Diseuse de bonne aventure, version du Louvre. On aperçoit à peine l'anneau que le jeune homme porte sur l'annulaire et que la gitane dérobe en le faisant glisser vers elle. La restauration de 1986 a permis de révéler plus clairement ce détail.

La peinture de Vittrici est la première version de l’œuvre, et elle passe ensuite chez le cardinal Francesco Maria del Monte, qui commande une seconde version du même sujet. Le 21 février 1628, les héritiers du cardinal del Monte vendent la toile au cardinal Carlo Emmanuele Pio di Savoia. Son petit-neveu, le Prince Gilberto II Pio di Savoia, cèdera à son tour l'objet au pape Benoît XIV, au sein d'une collection de 126 peintures. Cette collection de Pio di Savoia (ou Pie de Savoie), alliée à la collection Sacchetti, donnent essentiellement naissance à la Pinacothèque capitoline de Rome. La peinture est restaurée entre 1984 et 1986, et a notamment permis de découvrir le détail de la bague dérobée. En 1977 et 1986, des radiographies révèlent que cette version est peinte par-dessus une étude du Cavalier d'Arpin du Couronnement de la Vierge, en l'église romaine de Santa Maria in Vallicella. L'étude, invisible à l’œil nu, est placée perpendiculairement à la scène de la Gitane. Les spécialistes estiment que cette découverte avance la date de création de l’œuvre à l'époque où le Cavalier d'Arpin accueillait Caravage dans son atelier.

Schéma montrant la bande de 10 cm ajoutée à la limite supérieure de la toile originale, ainsi que la démarcation de cette bande « bien visible à l’œil nu », agrandie en bas à droite.

Le premier tableau passe dans la collection du prince Camillo Francesco Maria Pamphili avant 1650. Ce dernier l'offre au roi Louis XIV en 1655, par l'intermédiaire du Le Bernin lors de son séjour en France. L’œuvre d'art est d'ailleurs abîmée par l'eau pendant le voyage en mer depuis Rome, comme le relate Paul Fréart de Chantelou dans son scrupuleux récit du séjour de Bernin à Paris. Cela dit, Bernin et Chantelou jugent la toile très sévèrement : « un pauvre tableau, sans esprit ni invention ». Au milieu du XVIIe siècle, la toile est agrandie et une plume est ajoutée au chapeau du jeune naïf.

## Thème
Le thème de ce tableau est l'un de ceux mis à l’honneur par le Caravage au début du XVIIe siècle, par son goût pour les bohémiens, les vagabonds, etc. mais également connu dans les pays du Nord. Cette scène nécessite une lecture à plusieurs niveaux : elle contient en effet des connotations moralisatrices, concernant les fausses prophéties et la séduction intéressée. Il s'agit donc d'une sorte de scène de genre allégorique sur la tromperie et la naïveté, à rapprocher de la littérature et du théâtre contemporains.

## Analyse
Le cadrage serré, avec des personnages coupés à mi-corps, permet au spectateur d’entrer dans le tableau. Il n'y a pas de premier plan qui pourrait faire écran entre l'observateur et l'action, comme chez certains peintres contemporains. Le fond uni et neutre, caractéristique des œuvres du Caravage, fait ressortir les personnages et bloque la composition, focalisant l'attention du spectateur sur la scène. La version du Louvre offre deux personnages relativement statiques, qui posent presque pour l'observateur, alors que la version capitoline propose plus de mouvement. Dans celle-ci, on dirait que l'on surprend les deux protagonistes quelques secondes après leur rencontre dans la rue ; le buste incliné de la bohémienne indiquant qu'elle est sur le point de quitter le jeune homme pour reprendre son chemin.
La lumière joue un rôle important dans la mise en espace : dans la première version du tableau, un unique rayon latéral tombe obliquement sur les personnages et les met en valeur. Cette lumière directionnelle constitue l'une des spécificités du Caravage. Toutefois, cette lumière chaude, dorée, imitant le soleil et ne provoquant pas de clair obscur, reste associée à sa première période. Assez violente et abstraite tout de même, elle provoque des jeux de reflets sur les surfaces brillantes. La seconde version emploie une lumière moins définie, plus douce et vespérale.
Le modèle masculin est probablement Mario Minniti, artiste italien, ami du peintre et ayant posé également pour le Bacchus du musée des Offices.
Dans ce tableau, Le Caravage utilise une gamme chromatique chaude, restreinte et contrastée. On remarque une grande rupture avec le maniérisme, par la représentation immédiate, l'authenticité des figures peintes au naturel (costume typique de la bohémienne), les volumes ronds et simples (pas de lignes serpentines ni de corps allongés) et l'absence de coloris acides et antinaturalistes.
Le sujet, à la mode dans la Commedia dell'arte, montre la connaissance du Caravage pour le monde du théâtre de l'époque.

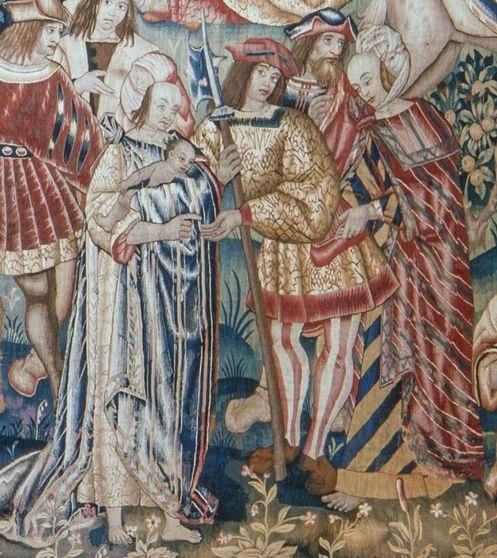
Détail d'une tapisserie flamande du début du XVI représentant une gitane disant la bonne aventure.

La chiromancienne arbore le costume qu'on prêtait aux Gitans à l'époque, incluant notamment turban et châle noué, et déjà représenté en art, par exemple dans les tapisseries du XVe siècle qui décoraient les murs des châteaux.
Une étude approfondie menée par Desmond Macrae montre le soin que le Caravage emploie pour représenter les épées dans son œuvre, et notamment pour celle de La Diseuse de bonne aventure. L'auteur suggère que la familiarité du sujet pour le peintre n'est pas fortuite, ce dernier ayant été impliqué dans plusieurs incidents, si l'on en juge par les dossiers de la police romaine entre 1600 et 1605. En particulier, le 7 février 1601, il blesse à l'épée un ancien sergent, ce qui tend à indiquer une grande habileté avec cette arme. De fait, Giovanni Pietro Bellori écrit dans son Le vite de' pittori, scultori ed architetti  : « Le travail de peintre du Caravage ne suffisait pas à calmer son esprit nerveux. Après avoir passé plusieurs heures à son atelier, il apparaissait à divers endroits de la ville, l'épée au côté, comme s'il était un épéiste professionnel, donnant l'impression qu'il faisait tout sauf peindre. » Selon Macrae, la première version de La Diseuse de bonne aventure est également la toute première représentation d'une épée exécutée par le Caravage, et la plus élaborée. Les représentations subséquentes de ces armes se simplifieront graduellement par la suite, par exemple dans Le Martyre de saint Matthieu (1599) ou dans La Conversion de saint Paul (entre 1600 et 1604). Ainsi, la version capitoline de La Diseuse de bonne aventure montre une rapière très simplifiée.
La Diseuse de bonne aventure est donc une œuvre caractéristique du premier style du Caravage, qui introduit plusieurs nouveautés vis-à-vis de la peinture antérieure : la lumière directionnelle, l'utilisation d'un sujet populaire, avec personnages de la vie courante, ni déformés ni idéalisés mais peints d'après nature, l'utilisation de couleurs naturelles et réalistes, et la simplicité de la composition et des formes.

## Influence
Dans son essai sur les mécènes et les admirateurs du Caravage, Luigi Salerno mentionne que les toiles représentant de jeunes protagonistes cadrés à mi-corps ont tôt fait d'attirer l'attention des collectionneurs contemporains du peintre, tant et si bien que le peintre Giovanni Baglione remarquait amèrement que l'auteur de La Bonne aventure était payé plus pour ses personnages individuels que d'autres pour des fresques historiques.
L'influence de l’œuvre n'est pas confinée à la peinture ou au dessin. En 1606, le poète italien Gaspare Murtola inclut dans son recueil Rime un madrigal de neuf vers intitulé Per un cingara del medesimo (Caravaggio), soit Pour une gitane du même (Caravage). L'auteur, connu pour évoquer les œuvres du Lombard dans ses poèmes, écrit notamment « Non so qual sia più maga / O la donna, che fingi, / o tu, che la dipingi », c'est-à-dire « J'ignore des deux qui est le plus magicien / Ou la femme, qui trompe, / Ou toi, qui la peins ».

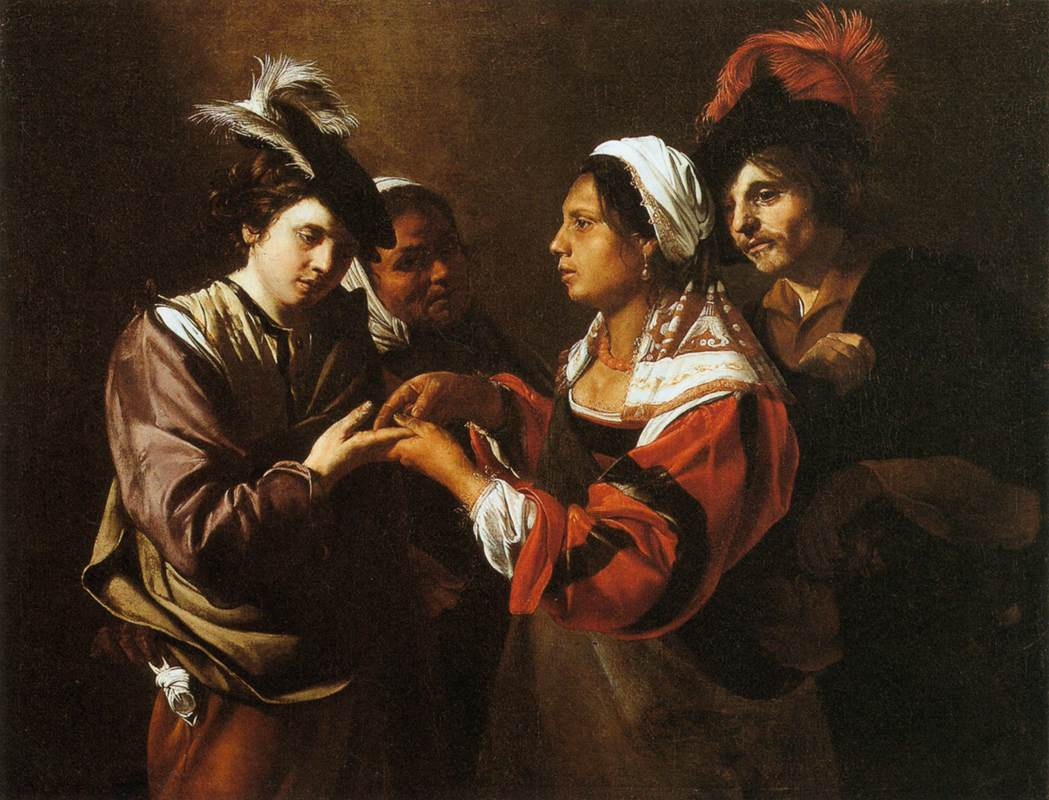
La Diseuse de Bonne aventure de Bartolomeo Manfredi, vers 1616 ou 1617.

Howard Hibbard déplore que certaines des imitations de la peinture du Caravage en aient diminué l'aspect innovateur, en partie à cause de leur caractère « grossièrement humoristique ». Il cite notamment la version de Bartoleo Manfredi, où le nombre de participants double, et où la Gitane et le jeune homme sont tous deux victimes de larcins.
L'influence de l'œuvre se fait encore sentir au XXe siècle à travers les appropriations du peintre Herman Braun-Vega dans deux tableaux intitulés L'avenir ? Quel avenir ?, le premier de 1984 et le second de 1989. Une estampe du même titre de 1992 reprend encore les personnages de la version du Louvre.